# Barrio Villa María (Neuquén)
Villa María es un barrio del sur de la ciudad de Neuquén.

## Geografía física
Se encuentra ubicado en el sur de la ciudad, a mitad de camino entre el centro y el río Limay. Sus límites están definidos por la ordenanza municipal 5388/92 y graficados por el SITUN. Estos son:
- Al norte: calle Lanín y arroyo Villa María, que lo separan de los barrios Nuevo y Belgrano. Actualmente el arroyo se encuentra entubado y discurre bajo espacios verdes o manzanas urbanas ubicados entre o en las calles Ceferino Namuncurá, Copahue y Pacheco.
- Al este: avenida Olascoaga y calles Corrientes y Río Negro, que lo separan del barrio Belgrano.
- Al sur: arroyo Durán que lo separa del barrio Río Grande.
- Al oeste: calle Leguizamón, que lo separa de los barrios Limay y Villa Florencia.

Sus dimensiones máximas son: 850 m en dirección norte-sur y 1000 m en dirección este-oeste. Su superficie es de 69.8 hectáreas.
El barrio está ubicado en la vieja planicie de inundación del río Limay. Varias inundaciones debidas a la crecida del río se recuerdan en los primeros años de vida de la ciudad. En las más grandes (1931 y julio de 1958) las aguas llegaron a las vías el ferrocarril y la ruta 22 respectivamente, cubriendo totalmente el barrio. Con la construcción de la represa El Chocón (1972) y otras, estas inundaciones comenzaron a ser controladas lo que hizo posible la consolidación urbana hacia la costa. 
A inicios del siglo XX, varios cursos de agua secundarios atravesaban la planicie de inundación. Con el avance urbano se rellenaron algunos (como el arroyo Carrol) pero se respetaron dos: el arroyo Villa María, con 3 metros de profundidad, al norte y el arroyo Durán al sur, por lo que el barrio fue prácticamente una isla hasta mediados del siglo XX. Para el año 1958 el arroyo Villa María aún era visible al oeste de la avenida Olascoaga. Entre el año 2001 y 2002 se realiza el entubado del arroyo entre las calle Corrientes y Bahía Blanca. 

## Historia

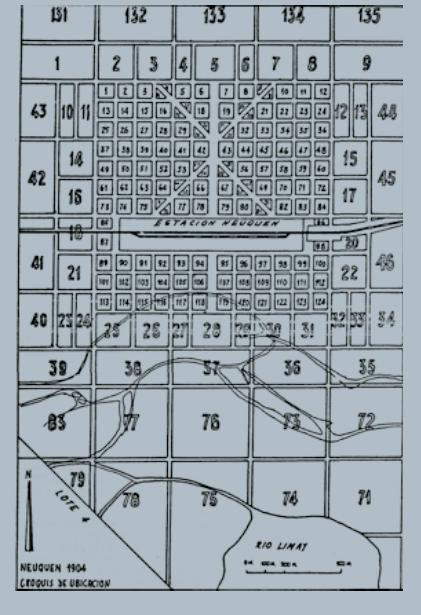
Imagen 1: Plano del proyecto de amanzanamiento de la ciudad de Neuquén. Año: 1904.

En 1904 se realiza un proyecto de amanzanamiento de la ciudad que acaba de ser designada capital del Territorio Nacional. (Imagen 1) Además de manzanas urbanas, se incluyen bloques rurales llamados quintas y chacras. El barrio ocuparía las chacras 76, 77, 78, 75, 74 y la quinta 37.
Más allá de la grilla urbana trazada al momento de la fundación, el paisaje era típicamente suburbano: chacras no demasiado productivas y ocupación de terrenos fiscales, calles laberínticas, cuadros para tener ganado con pasto y arroyitos a su disposición. Era habitual que allí la hacienda ingresada a la comuna hiciera su último engorde antes de la faena. Había algunas viviendas precarias y campamentos de gitanos. Los servicios en esa zona se reducían a una canilla comunitaria y a la electricidad que proveía la Cooperativa de Agua, Luz y Fuerza. La falta de gas, por su parte, era compensada con leña extraída de los bosques que seguían el curso del río Limay y los desagües a cielo abierto volvían el aire irrespirable.
La zona comenzó a poblarse en la década de 1930. Al ser el barrio prácticamente una isla entre dos arroyos, la construcción de puentes sobre el arroyo Villa María fue clave para la integración del barrio al centro de la ciudad. En la década de 1940 había un solo puente de hierro en calle Río Negro y una pasarela peatonal en av. Olascoaga. En 1952 los vecinos construyeron un nuevo puente.
Las tierras fueron compradas por José Fava, quien loteó y vendió los lotes. El proyecto de mensura lo realizó a Luis D. Mailhet . Fava le pidió explícitamente que las manzana fueran 70 x 100 m y no de 100 x 100 m. Así lograría tener más lotes más pequeños. Él mismo bautizó al barrio Villa María en honor a María Rosa Marroco, su esposa. Fava retendría para él un terreno cerca del arroyo Durán donde estaba su casa. En ese terreno hoy está el Neuquén Tenis Club.  
En julio de 1958 tiene lugar una gran crecida del río Limay, que inunda el barrio. Los habitantes del barrio crean comisiones de rescate y gestionan ante los poderes públicos todo lo necesario para reconstruir el barrio. En ese contexto, el 10 de agosto, se crea la Sociedad Vecinal de Fomento. El primer presidente de la sociedad vecinal sería Amaranto Suárez: chofer, empresario del transporte, activista socialista, comisionado municipal y presidente del consejo de la ciudad. Alejado de la actividad empresarial y de la política se radicó en el barrio Villa María, donde se dedicó a la actividad agropecuaria, siendo su chacra famosa por sus nogales. Hoy las tierras que ocupaba la chacra han sido loteadas dando lugar al sector “Los Nogales” en el sudoeste del barrio.
La fecha del 10 de agosto es considerada como aniversario del barrio. La sociedad vecinal creada en ese día de 1958 se sostiene actualmente como Unión Vecinal de Fomento, tiene sede en la esquina de las calles San Luis y Fava y convive con la Comisión Vecinal. Siendo este un caso único en la ciudad.
En septiembre del año 1958 se les da nombre a calles del barrio con dirección este oeste, entre Fava-El Chocón y Lanín-Copahue, por medio de la ordenanza 515.
En 1963 se constituye el club social y deportivo Villa María cuyo salón actualmente se ubica en av. Olascoaga y Tartagal. 
En el año 1974 se fija el radio de acción de la sociedad vecinal de fomento junto a otras 13 existentes. Se establece un perímetro simple, aunque similar al actual.
Sobre finales de la década de 1970 el barrio pertenecía a una franja relativamente privilegiada de barrios con “casas de material con agua y luz” que albergaban a una población formada por “obreros y empleados de empresas estatales, privadas y comercio” De todos modos, no encontramos allí desagües cloacales,  sistemas de alumbrado potentes o  calles pavimentadas. A la zaga del agua potable va la expansión de la red de cloacas, drenajes pluviales y recolección de residuos. Para la década de 1980 el barrio, junto con otros cercanos al centro, se consolidaron desde el punto de vista urbanístico, sumando muchas de las características que, durante los sesenta, habían sido exclusiva propiedad del damero original de la ciudad, perdiendo su característico aroma a campamento provisorio.

## Demografía
Según datos del censo 2010, el barrio tenía una población de 4521 habitantes. Del total de la población, 2235 eran varones y 2286, mujeres. La cantidad de viviendas era 1540.

## Gobierno
Comisión/Sociedad vecinal: Ubicada en av. Olascoaga y El Chocón. Presidente: Luis Alexis Hernández desde fines del año 2023 

## Urbanismo
Según en Plan Urbano Ambiental (PUA) de la ciudad de Neuquén, el barrio, como los aledaños, está dividido en distintas zonas según el uso del suelo. 
- Zona residencial: abarca todo el barrio. Está subdividida en:
  - general densidad alta (Rga1): una pequeña zona en el norte, contra el arroyo Villa María
  - general densidad media (Rgm2): casi todo el barrio.
  - especial densidad media baja: (Rem) en el sudeste[25] coincidente con los sectores Los Nogales y Consorcio Village

Además de zonas, el Plan prevé corredores que incluyen alineamientos comerciales. Estos corredores se desarrollan a lo largo de las principales vías de comunicación:
- Corredor central (cC1): avenida Olascoaga

- Corredores Residenciales (cR4) y (cR6): Lanín-Copahue, Fava-Chocón, Leguizamón, La Pampa y Río Negro.[26]

### Espacios Verdes
El grupo de espacios verdes más grande y consolidado del barrio se corresponde con las plazoletas ubicadas en las isletas del bulevar de la avenida Olascoaga. Se trata de 9 espacios rectangulares de 25 m de ancho que atraviesan el barrio de norte a sur. Su largo típico es de 63 m (acorde las dimensiones de sus manzanas) excepto uno de 100 m. Todo el conjunto suma un área de 1,6 ha. Muchas de estas plazoletas tienen nombres: De la Cooperación, Homenaje al Trabajador neuquino, Carlos Agustín Ríos, Florentina Clarita Rosa, Virgen del Rosario de San Nicolás, Liliana Bodoc, Víctor Eddi y  Amaranto Suárez. En los últimos años, algunas de ellas son estacionamientos.  
Primeros Pobladores del Barrio Villa María: en la esquina de calles La Plata y Misiones con 0.15 ha.
Federico Rehtanz entre las calles Láinez y Don Bosco y Tunuyán y Guiñazú con 0.5 ha. 
Don Luis Alberto Moltini en la esquina de calles Tunuyan y Esquiu, 0.5 ha sin desarrollar. 
Existe un grupo de espacios verdes poco desarrollados alineados a lo largo del antiguo curso del arroyo Villa María en el límites norte del barrio. Se trata de un corredor de 470 m de largo y un ancho variable entre 10 y 20 metros.   

### Patrimonio
Monumento Homenaje al Trabajador neuquino en av .Olascoaga y calle Lanín-Copahue autorizado por ordenanza 3092 del año 1986.
Monumento a la República de Polonia inaugurado en 1996 por Casimiro Bernaciak en av .Olascoaga y calle Fava-El Chocón.

## Infraestructura y servicios públicos

### Caminos
La jerarquización vial de la ciudad está determinada por la ordenanza 11012.
- Eje Cívico Monumental: en su recorrido norte-sur, une simbólicamente los hechos geográficos presentes en la historia y cultura neuquinas: el río y la barda. Se trata de una avenida en bulevar con plazoletas arboladas y parquizadas de unos 20 metros de ancho. En el barrio, es la avenida Olascoaga que atraviesa el barrio.
- Paseo Costanero: en el barrio, se corresponde con los caminos en torno a los arroyos Villa María y Durán.
- Primer grado: No hay.

- Segundo grado: Fava-El Chocón, con dirección este-oeste.
- Tercer grado: Leguizamón, La Pampa y Río Negro, con dirección norte - sur y Beltrán- Lanin-Copahue con dirección este-oeste.

También destaca el bulevar Los Castaños, en el sudoeste del barrio, con forma de U de unos 340 metros de largo con plazoletas parquizadas de unos 8 metros de ancho.
Casi todas las calles están pavimentadas, tanto en asfalto como en hormigón. Las calles que siguen siendo de ripio son las asociadas a los arroyos: La calle Ceferino Namuncurá entre av. Olascoaga y La Pampa por donde discurre el Villa María y algunos caminos sin nombre que suelen ser usados por vehículos o bicicletas bordeando el arroyo Durán.   

#### Transporte público
El servicio urbano de trasporte público de pasajeros tiene 3 líneas que recorre el barrio:
- Línea 3: por calle Fava y La Pampa
- Línea 5: por calle Fava y avenida Olascoaga (ramal A: desde el centro y ramal B: hacia el centro)
- Línea 14: por calle Leguizamón (desde el centro) y avenida Olascoaga (hacia el centro)

Remisses: Coop. Remisport Ltda con  base en av. Olascoaga 960.

### Salud y cuidados
Centro de Salud Villa María en av. Olascoaga 1065 dependiente del sistema de salud pública.
En el sector privado destacan Centro Médico Fava

### Educación
El barrio está dentro del distrito educativo n.° 1. En el barrio hay 5 centros educativos en los niveles superior, secundario, primario e inicial; tanto del sector público como privado.
- Escuela primaria n.° 82 Territorio Nacional de Tierra del Fuego. Tiene una matrícula de 307 estudiantes en el nivel primario y 67 en nivel inicial, sala de 4 y 5 años. La planta funcional está constituida por 30 docentes y 10 auxiliares de servicio.[39]
- Escuela católica diocesana padre Adolfo "Fito" Fernández, de nivel secundario.[40] Fundada en 1986.[41]
- Centro de Formación Profesional n.° 9 que dicta cursos en las áreas de Informática, Gastronomía, Administración en Indumentaria.[42][43]
- Escuela de Diseño en el Hábitat.[44]

### Seguridad
Policía: El barrio se ubica bajo la jurisdicción de la comisaría 2.º de la policía provincial. Tiene su cuadrante propio dividido en dos cuadrículas que tienen asignados los números de teléfonos móviles 155-766026 y 155-766054. La comisaría 2.º está ubicada fuera del barrio, en Av Olascoaga y Montevideo.

## Medios de comunicación
Radios FM